# Día Mundial del Hábitat
El Día Mundial del Hábitat  es una celebración anual que tiene lugar el primer lunes de octubre desde 1986, instaurada por la Asamblea General de las Naciones Unidas en 1985.

## Proclamación
El Día Mundial del Hábitat fue proclamado por la Asamblea General de las Naciones Unidas el 17 de diciembre de 1985 con el objetivo de reflexionar sobre el estado de las ciudades y pueblos, y para subrayar el derecho básico de todos a una vivienda adecuada. Esta proclamación pretende recordar al mundo su responsabilidad colectiva en el futuro del hábitat humano, promoviendo la concienciación y el compromiso con el desarrollo urbano sostenible.  Las ciudades bien planificadas pueden ser motores de crecimiento económico y proporcionar oportunidades para los residentes actuales y futuros. Sin embargo, también pueden ser escenarios de marginación, desigualdad y exclusión social si no se garantiza el acceso a una vivienda adecuada. Además, el riesgo creciente de desastres naturales debido a la crisis climática es una preocupación importante, especialmente en regiones vulnerables como el Caribe y Centroamérica.

## Celebración
Este día se celebra el primer lunes de octubre de cada año. La primera celebración tuvo lugar en 1986, con el tema "La vivienda es mi derecho", en Nairobi, Kenia, fue la ciudad anfitriona de este evento inaugural. Las actividades comunes durante este día incluyen conferencias, talleres, exposiciones y la presentación del Premio Pergamino de Honor de ONU-Hábitat, que reconoce las contribuciones destacadas al desarrollo urbano. Este premio, lanzado en 1989 por el Programa de las Naciones Unidas para los Asentamientos Humanos, es el reconocimiento más prestigioso en el ámbito de los asentamientos humanos y se otorga a iniciativas sobresalientes en la provisión de viviendas, la mejora de la vida urbana y la reconstrucción posconflicto.

## Temas y ciudades anfitrionas
Resumen de temas del Día Mundial del Hábitat
| Año  | País                  | Ciudad            | Tema |
| ---- | --------------------- | ----------------- | --- |
| 1986 | Kenia                 | Nairobi           | La vivienda es mi derecho                                                                                 |
| 1987 | Estados Unidos        | New York          | Vivienda para las Personas sin Hogar                                                                      |
| 1988 | Reino Unido           | Londres           | Vivienda y Comunidad                                                                                      |
| 1989 | Indonesia             | Yakarta           | Vivienda, Salud y Familia                                                                                 |
| 1990 | Reino Unido           | Londres           | Vivienda y Urbanización                                                                                   |
| 1991 | Japón                 | Hiroshima         | Vivienda y el Medio Ambiente                                                                              |
| 1992 | Estados Unidos, ONU   | New York          | Desarrollo y Vivienda Sostenible                                                                          |
| 1993 | Estados Unidos, ONU   | New York          | Mujeres y el Desarrollo de la Vivienda                                                                    |
| 1994 | Senegal               | Dakar             | Hogar y la Familia                                                                                        |
| 1995 | Brasil                | Curitiba          | Nuestro Vecindario                                                                                        |
| 1996 | Hungría               | Budapest          | Urbanización, Ciudadanía y Solidaridad Humana                                                             |
| 1997 | Alemania              | Bonn              | Ciudades del Futuro                                                                                       |
| 1998 | EAU                   | Dubái             | Ciudades Más Seguras                                                                                      |
| 1999 | China                 | Dalian            | Ciudades para Todos                                                                                       |
| 2000 | Jamaica               | Jamaica           | Mujer en el Gobierno Urbano                                                                               |
| 2001 | Japón                 | Fukuoka           | Ciudades sin Tugurios                                                                                     |
| 2002 | Bélgica               | Bruselas          | Cooperación Ciudad - Ciudad                                                                               |
| 2003 | Brasil                | Río de Janeiro    | Agua y Saneamiento para las Ciudades                                                                      |
| 2004 | Kenia                 | Nairobi           | Ciudades: Motores del Desarrollo Rural                                                                    |
| 2005 | Indonesia             | Yakarta           | Los Objetivos de Desarrollo del Milenio y la Ciudad                                                       |
| 2006 | Italia · Rusia        | Nápoles Kazán     | Las ciudades, imanes de esperanza                                                                         |
| 2007 | Países Bajos · México | La Haya Monterrey | Ciudad Segura es una Ciudad Justa                                                                         |
| 2008 | Angola                | Luanda            | Ciudades armoniosa                                                                                        |
| 2009 | Estados Unidos        | Washington D. C.  | Planificando nuestro futuro urbano                                                                        |
| 2010 | China                 | Shanghái          | Mejor ciudad, mejor vida                                                                                  |
| 2011 | México                | Aguascalientes    | Ciudades y cambio climático                                                                               |
| 2012 | Kenia                 | Embu              | Cambiar las ciudades para construir oportunidades                                                         |
| 2013 | Colombia              | Medellín          | Movilidad urbana                                                                                          |
| 2014 |                       |                   | Voces de los suburbios                                                                                    |
| 2015 | Estados Unidos        | Nueva York        | Espacios públicos para todos                                                                              |
| 2016 | India                 | Nueva Deli        | La vivienda lo primero                                                                                    |
| 2017 |                       |                   | Políticas de vivienda: casas asequibles                                                                   |
| 2018 | Kenia                 | Nairobi           | Gestión de residuos sólidos municipales                                                                   |
| 2019 | México                | México            | Tecnologías punteras como herramientas innovadoras para transformar los residuos en riqueza y prosperidad |
| 2020 | Indonesia             | Surabaya          | Vivienda para todos — Un mejor futuro urbano                                                              |
| 2021 | Camerún               | Yaundé            | Acelerar la acción urbana para un mundo libre de carbono                                                  |
| 2022 | Turquía               | Balikesir         | Cerrando la brecha. No dejar a nadie, ni ningún lugar, atrás                                              |
| 2023 | Azerbaiyán            | Bakú              | Economías urbanas resilientes. Las ciudades como motores de crecimiento y recuperación                    |